# Barbe (pomme)
 (juin 2024).
Si vous disposez d'ouvrages ou d'articles de référence ou si vous connaissez des sites web de qualité traitant du thème abordé ici, merci de compléter l'article en donnant les références utiles à sa vérifiabilité et en les liant à la section « Notes et références ».
Pour les articles homonymes, voir Barbe (homonymie).
La Barbe ou Courbis ou Courby est un cultivar très rustique et auto-fertile de pommier domestique ancien d'originaire de la région de Saint-Marcelin et du Royans ou de l'Abbaye de l'Île-Barbe, en région lyonnaise. Elle est cultivée dans la Drôme, l'Isère et l'Ardèche depuis le XIIe siècle,,[réf. non conforme].
C'est une pomme verte qui jaunit en cave. Elle se conserve très bien et gagne en qualité. Pomme utilisée au couteau, en jus ou à cuire, elle se récolte fin octobre. Le fruit a été adopté par le Congrès pomologique de France de 1947.

## Description
- Forme de la pomme : sphérique, calibre moyen
- Couleur de fond :  vert clair puis jaune, lavé de rose, plaqué de fauve autour du pédoncule
- Type de coloration :  lavé
- Goût : sucré et acidulé